# Desmosoma brevicauda
Desmosoma brevicauda är en kräftdjursart som beskrevs av Menzies och George 1972. Desmosoma brevicauda ingår i släktet Desmosoma och familjen Desmosomatidae. Inga underarter finns listade i Catalogue of Life.